# Cantonul Serres
Cantonul Serres este un canton din arondismentul Gap, departamentul Hautes-Alpes, regiunea Provence-Alpes-Côte d'Azur, Franța.

## Comune
- La Bâtie-Montsaléon
- Le Bersac
- L'Épine
- Méreuil
- Montclus
- Montmorin
- Montrond
- La Piarre
- Saint-Genis
- Savournon
- Serres (reședință)
- Sigottier